# Fawzi Al-Ghazi
 (mai 2021).
La mise en forme du texte ne suit pas les recommandations de Wikipédia : il faut le « wikifier ».
Les points d'amélioration suivants sont les cas les plus fréquents. Le détail des points à revoir est peut-être précisé sur la page de discussion.
- Les titres sont pré-formatés par le logiciel. Ils ne sont ni en capitales, ni en gras.
- Le texte ne doit pas être écrit en capitales (les noms de famille non plus), ni en gras, ni en italique, ni en « petit »…
- Le gras n'est utilisé que pour surligner le titre de l'article dans l'introduction, une seule fois.
- L'italique est rarement utilisé : mots en langue étrangère, titres d'œuvres, noms de bateaux, etc.
- Les citations ne sont pas en italique mais en corps de texte normal. Elles sont entourées par des guillemets français : « et ».
- Les listes à puces sont à éviter, des paragraphes rédigés étant largement préférés. Les tableaux sont à réserver à la présentation de données structurées (résultats, etc.).
- Les appels de note de bas de page (petits chiffres en exposant, introduits par l'outil «  Source ») sont à placer entre la fin de phrase et le point final[comme ça].
- Les liens internes (vers d'autres articles de Wikipédia) sont à choisir avec parcimonie. Créez des liens vers des articles approfondissant le sujet. Les termes génériques sans rapport avec le sujet sont à éviter, ainsi que les répétitions de liens vers un même terme.
- Les liens externes sont à placer uniquement dans une section « Liens externes », à la fin de l'article. Ces liens sont à choisir avec parcimonie suivant les règles définies. Si un lien sert de source à l'article, son insertion dans le texte est à faire par les notes de bas de page.
- La présentation des références doit suivre les conventions bibliographiques. Il est recommandé d'utiliser les modèles {{Ouvrage}}, {{Chapitre}}, {{Article}}, {{Lien web}} et/ou {{Bibliographie}}. Le mode d'édition visuel peut mettre en forme automatiquement les références.
- Insérer une infobox (cadre d'informations à droite) n'est pas obligatoire pour parachever la mise en page.

Pour une aide détaillée, merci de consulter Aide:Wikification.
Si vous pensez que ces points ont été résolus, vous pouvez retirer ce bandeau et améliorer la mise en forme d'un autre article.
Fawzi Al-Ghazi (1897-1929), homme politique et de loi syrien, est l'un des fondateurs du Bloc national et auteur de la première constitution républicaine de Syrie de 1928. Il est mort empoisonné à l'âge de trente-deux ans et sera surnommé à la suite de cet événement le "père du peuple" syrien.

## Ses débuts
Fawzi Al-Ghazi est né dans le quartier D'Al-Aqaba à Damas fils d'Ismail Al-Ghazi qui est un juge bien connu. Il étudie le droit à l'Institut royal d'Istanbul et une fois diplômé, il est engagé pour le service obligatoire dans l'armée ottomane. Il sert sur le front du Caucase puis en Irak, où il est blessé par une balle il y perd une partie de son oreille.

## Son activisme au Parti du peuple
Fawzi Al-Ghazi rejoint le Parti du peuple créé en juin 1925 pour lutter contre le mandat français. Il y travaille à la rédaction des statuts et objectifs de cette organisation , avec son collègue de la Faculté de droit, Fares El-Khoury. Le parti est dirigé par le Dr Abd al-Rahman al-Shahbandar, et son secrétaire est l'avocat Hassan al-Sharif, qui est également l'associé d'Al-Ghazi dans un cabinet d'avocats à Damas. Le parti exige la libération du pays de la domination française et l'unification de la Syrie partitionnée en 1920. L'objectif est l'établissement d'une monarchie constitutionnelle en Syrie, avec le roi Faisal I, placé sur le trône, ou l'un de ses frères, descendants directs de Sharif Hussein bin Ali, chef de la Grande révolte arabe contre les Ottomans.

## Politique

### Son rôle dans la Grande Révolution syrienne
Quelques semaines après la création du parti, démarre la Grande Révolution syrienne contre la domination française au Djebel el Druze, avec à sa tête le sultan Pacha al-Atrash. Les dirigeants du Parti du peuple rejoignent ses rangs et parmi eux Fawzi al-Ghazi. Avec Shahbandar, il fait entrer des armes dans la Ghouta de Damas, afin de mener des batailles de rue. Il sera alors arrêté et inculpé, humilié à la prison d'Arouad, puis placé en résidence surveillée à Hassaké. ses mauvaises conditions de détention et avec de la torture engendre une rapide détérioration de sa santé malgré son jeune âge : ses dents se déchaussent et il souffre de plusieurs maladies chroniques. A la fin de la révolution en 1927, après sa libération de détention, on lui propose un portefeuille ministériel à l'intérieur dans le nouveau gouvernement de Damad Ahmed Nami. Offre qu'il repousse, préférant retourner à ses activités dans l'enseignement et pratiquant le droit dans son bureau à Damas.

### Ralliement au parti du Bloc national
Immédiatement après sa création en 1927, Fawzi Al-Ghazi rallie le bloc national. Il est appelé en renfort pour accélérer la lutte politique contre les Français. Il  ne s'attaque pas aux militaires qui collaborent mais leur demande de déposer les armes et de participer de toutes les manières pacifiques et légales possibles pour mettre fin au mandat .
En 1928, Al-Ghazi est élu à l'Assemblée constituante chargée de rédiger la première constitution républicaine du pays. Hashem Al-Atassi est élu président du Conseil et Fawzi Al-Ghazi son vice-président. Au cours de la campagne électorale, il mene la campagne à Damas contre le candidat du gouvernement du mandat, le cheikh Tajeddine el-Hassani et  empêche ses partisans d'entrer dans les centres de circonscription électorale de Shaghour et Saroja, ce qui le conduira à nouveau à être arrêté, durant quelques jours.

### Sa particiption à la Constitution Syrienne de 1928
Fawzi Al-Ghazi officie comme juriste du Comité constitutionnel, et supervise les travaux pour achever la mission en un délai de deux semaines. Le texte est prêt le 4 juin 1928 et Al- Ghazi fournit une notice détaillée expliquant les 150 articles de la constitution, laquelle s'inspire des constitutions européennes de l'époque.
Dans son discours devant l'Assemblée constituante, il déclare :  
"Les nations ne meurent pas, messieurs, à moins que leurs enfants ne veuillent quelles meurent". Et les peuples ne périssent que si leurs citoyens ne souhaitent qu'ils périssent. Évoluez, messieurs, au niveau des universels, si vous voulez la vie et abandonnez-vous à la soumission si vous voulez la mort. » 
La nouvelle constitution met en place en Syrie un régime de gouvernement présidentiel et parlementaire. Il n'est pas autorisé de déroger aux élections législatives et présidentielles, avec le mandat du président de la République limité à quatre ans. Dans ce projet constitutionnel, le Président de la République ne pourrait être réélu qu'après quatre années de vacances du pouvoir. Al-Ghazi insiste pour que le mandat français ne soit mentionné dans aucun des articles de la constitution, afin de ne lui donner aucune légitimité dans la future Syrie. Il remet en place les frontières naturelles géographiques pour la nouvelle République Syrienne, comprenant la Palestine, la Jordanie et le Liban. C'est le signal envoyé que les Syriens rejettent les frontières artificielles qui ont été imposées lors de l'accord de Sykes Picot. Enfin, la constitution confère au président syrien élu le pouvoir de déclarer la paix et la guerre, de conclure des accords internationaux ou d'ouvrir des hostilités au nom de l'État syrien, droits dont est privé désormais le Haut Commissaire français.
Le Haut-commissariat de France à Beyrouth s'opposera à six des articles de la nouvelle constitution, comme la remise en cause des frontières de la Syrie, les pouvoirs du président de la République et l'absence de légitimité du mandat. Elle demandera que le texte soit amendé ou retiré. Mais Hashem al-Atassi et Fawzi al-Ghazi n'accèderons pas favorablement à cette demande ; ils soumettent le projet à un vote devant la chambre constitutionnelle, afin de le légitimer aux yeux de la rue syrienne. Le Haut Commissaire, courroucé par cette initiative dissout le Comité constitutionnel et retire définitivement la constitution.

## Assassinat d'Al-Ghazi
Le 5 juin 1929, Fawzi Al-Ghazi meurt subitement. Les habitants de ville de Damas sortiront en masse dans la rue le lendemain pour faire ses adieux à son "père du peuple". Participeront au cortège funèbre solennel, des syndicats, les écoles et l'ensemble des dirigeants du bloc national, dirigé alors par le président Hashem Al-Atassi. La procession endeuillée porte des pancartes affichant le slogan : "le père du peuple est mort. Vive le peuple !". Son comparse, Faris al-Khury, prononce un émouvant et long discours ce jour : "Des hommes syriens libres te pleurent car tu es un frère. . . La Constitution de la Syrie te pleure en tant que père. » .Fakhri Al-Baroudi, chef adjoint de Damas, fera observer une minute de silence lors de la première session parlementaire suivante, à la mémoire de Fawzi Al-Ghazi et également en hommage à son projet avorté de constitution syrienne.
L'histoire dira plus tard que la mort d’Al-Ghazi a été fomentée par son épouse, Latifa Al-Yafi, qui avait une relation adultérine avec, Reza Al-Ghazi, neveu de son époux. Ils projettent ensemble de se débarrasser de lui afin de pouvoir se marier à la suite. Reda Al-Ghazi se procurera deux flacons de poison auprès d'un pharmacien, prétextant qu'ils seront utilisés pour se débarrasser d'un chien enragé.
Profitant d'un jour férié, Fawzi al-Ghazi emmène sa seule femme dans une ferme près de Ghouta à Damas. Après avoir essayé le poison sur son chien qui succombe rapidement, elle profite de ce que son mari lui demande un médicament pour traiter une forte diarrhée, et le lui administrer à la place. Il meurt rapidement de cet empoisonnement. L'épouse, son amant, ainsi que le pharmacien qui leur a vendu le poison, seront arrêtés et condamnés à mort. Mais le Haut-Commissaire Henry Ponso interviendra pour commuer cette peine en réclusion à perpétuité. Les portes de la prison syrienne s'ouvriront après les bombardements français de la ville de Damas en 1945, mais le ministre de la Justice Asaad Kuranyi décidera de laisser l'épouse. Elle sera finalement graciée en 1949, à l'arrivée du Président Hosni.

## Franc-maçonnerie
Il est initié le 4 avril 1922 dans la loge “Syrie” à Damas sous juridiction du Grand Orient de France. et devient officier de la loge  avant d'être envoyé comme délégué au congrès des loges d'outre-mer et des étrangers qui se tient les 14 et 15 septembre 1923 à l'hotel du Grand Orient de France à Paris. En 1924  il rejoint  la Loge Kayssoun de Damas sous juridiction de la Grande Loge de France.

## Lieux à la mémoire de Fawzi Al-Ghazi
Une rue principale du quartier Abu Rummaneh de Damas, porte le nom de Fawzi Al-Ghazi en l'honneur de ses réalisations pour le pays.